# Kathy Krause
Kathy Savannah Krause (* 7. Oktober 1982 in Bochum) ist eine deutsch-amerikanische Musicaldarstellerin.

## Leben
Kathy Savannah Krause wurde als Tochter einer Theatermaskenbildnerin und Friseurmeisterin und eines amerikanischen Unternehmers geboren. Sie lernte bereits als Elfjährige Operngesang (Sopran) bei der Mezzosopranistin Bianca von Zambelly und der Opernsolistin Edith Hower. Im Alter von 16 Jahren begann sie ihr Musicalstudium, zunächst 1998 an der „Fontys Dansacademie“ in Tilburg (Niederlande), ab 1999 dann an der Stage School in Hamburg. Ihr Studium, das sie später in New York fortsetzte, schloss sie 2002 ab.
Ihr erstes professionelles Bühnenengagement hatte sie 1996 im Ensemble der Deutschlandpremiere von Andrew Lloyd Webbers Musical Joseph and the Amazing Technicolor Dreamcoat im Colosseum Theater Essen. Sie gehörte anschließend zur Originalbesetzung der Show Rock meets Musical, wo sie u. a. als Grizabella in Cats auftrat. Die Rolle der Christine im Musical The Phantom of the Opera sang sie bei Musical-Galas und in konzertanten Auszügen in vier Sprachen, u. a. auch in Las Vegas, USA. Sie gastierte auch an der Königlichen Oper Kopenhagen. In der Uraufführung des Musicals The Land of Fey übernahm Krause 2009 die Rolle der Talin. Ab 2010 gastierte sie als Hauptdarstellerin in der Musical-Tourproduktion „Die Nacht der Musicals“ und ist zudem auf dem Cast-Album zu hören. 2013 sang Krause die Titelrolle des Schneewittchens in Frank Nimsgerns Musical SnoWhite auf der Bühne und bei einer ARD-Fernsehaufzeichnung. 2016 hatte sie in der Musical-Tourproduktion „Die Nacht der Musicals“ ihre Dernière. Ab 2018 sang sie die Rheinamazone „Zärtlichkeit“ in Frank Nimsgerns Der Ring – Das Musical im Festspielhaus Füssen.
Neben ihrer Musicallaufbahn trat Krause als Solistin bei internationalen Konzert- und Galaveranstaltungen auf. 2007 sang sie mehrere Konzerte mit dem German-Tenors-Mitglied Johannes Groß und dem chinesischen Tenor Yuemin Zhao. Gemeinsam mit dem Saxophonisten Wolf Codera interpretierte sie bei Live-Auftritten das Lied Memory aus Cats. Im Rahmen eines Benefiz-Konzerts der Udo-Lindenberg-Stiftung
sang sie im Mai 2010 gemeinsam mit dem Phantom-Darsteller Dale Tracy Ausschnitte aus The Phantom of the Opera.
Krause unterstützte mehrere Hilfsprojekte, u. a. den Deutschen Kinderschutzbund und die Christoph-Metzelder-Stiftung. Des Weiteren unterstützt und fördert sie angehende Musicaldarsteller.
Seit 2009 gibt sie Workshops an internationalen Musical-Schulen und unterrichtet seit 2018 als Dozentin für Gesang und bilinguale Sprechtechnik am Artrium, Schauspielschule Hamburg.
Krause lebt in Deutschland und Amerika.

## Engagements (Auswahl)
- 1996: Joseph and the Amazing Technicolor Dreamcoat, Colosseum Theater Essen
- ab 1996: Rock meets Musical (Tour I)
- 2002/2003: Rock meets Musical (Tour II)
- 2004–2007: The Phantom of the Opera[1], als Christine
- 2009: The Land of Fey, als Talin
- Mai 2010: Benefiz-Gala der Udo-Lindenberg-Stiftung, Philharmonie Essen
- 2010–2016: Night of the Musicals-Gala[15], Europa-Tournee
- 2013: SnoWhite (Titelrolle), Gebläsehalle Neunkirchen und ARD/SWR-Fernsehaufzeichnung
- 2018: Der Ring – Das Musical, Festspielhaus Füssen

## Diskographie
- Rock meets Musical Vol.I (als Kathrin Kay/Amazon.de), 2000
- Rock meets Musical Vol.II (als Kathrin Kay/Amazon.de), 2003
- Sure – Musical Dreams (Globus Verlag), 2005
- Opera Bel Canto (Globus Verlag), 2006
- Kathy Krause – Divalitious (Globus Verlag), 2007/2008
- Nacht der Musicals Vol.III Castrecording (POM-Records), 2012
- „Die Nacht der Musicals“[16], 2017, Universal Music[17]

## TV-Auftritte
- ProSieben: Das Model und der Freak
- Sat.1-Fernsehen mit Jörg Wontorra
- VOX – CD-Tipp der Woche
- RTL-Fernsehen, Beitrag: „Stars beim Fest des Westens“
- SnoWhite, ARD-Aufzeichnung[18]